# Memex
Memex je zařízení pro zvětšení lidské paměti, které roku 1945 ve svém článku As We May Think popsal americký vědec Vannevar Bush. Jeho hlavní funkcí mělo být ukládání a zpětné vyhledávání informací. Zařízení bylo složeno z obrazovek, klávesnice a dalších tlačítek a páček pro ovládání. Součástí bylo i mikrofilmové úložiště, které zajišťovalo uchování vložených informací. Návrh na ukládání a vyhledávání informací v memexu se měl podobat principu, jimž pracuje i lidský mozek, tedy na vytváření propojení - asociací. Zařízení mělo sloužit jedinci k ukládání jeho vlastních poznatků a sdělení. Zde je vidět i nápadná podobnost s dnešními osobními počítači. Toto zařízení nebylo nikdy zrealizováno.
Podle tohoto zařízení byl pojmenován vyhledávač Memex agentury DARPA.